# 王泰 (冉魏)
王泰（？—351年），五胡十六国時代冉魏人物，是巴郡出身的蛮人。
350年正月，冉閔建立魏国，王泰被任命为衛将軍。四月，後趙君主石祗交给相国石琨十万兵，命他讨伐冉魏。六月，石琨率军至邯郸扎营，后赵镇南将军劉国自繁陽出发，与石琨会合。王泰奉冉閔之命，率军迎战，进至邯郸，大败敌军，赵军阵亡一万余人。劉国因此被迫退守繁陽。
八月，後趙将领張賀度、段勤、劉国、靳豚等人在昌城会师，合谋攻打冉魏的国都鄴城。冉魏行台都督劉羣率领步骑兵十二万迎战，王泰与崔通、周成会师，驻扎黄城。此外，冉閔亲率八万精兵，居于大军后方。两军在苍亭交战，冉魏軍取得胜利，全歼張賀度军，赵军阵亡士兵二万八千人。王泰追至陰安时，斩下靳豚首级，并俘获其残兵。随后撤军。
351年二月，冉閔围困襄国百余日，前燕遣禦難将軍悦綰，羌族酋長姚弋仲遣其子姚襄救援。而且，冀州的石琨也起兵前去救援石祗。三月，姚襄、石琨逼进襄国，冉閔遣車騎将軍胡睦、将军孙威迎战，结果被击败。于是，冉閔试图亲自出战，王泰却说：“现在我们还没有攻克襄国，四面援军却云集，我军很可能会受到夹击，是非常危险。此时，必须先巩固自己的营垒，挫伤敌人的士气，审慎评估形势后，再行出击。而且，陛下本人亲征，若失去万全之策，则大事将去。请大家小心，不要轻举妄动。臣请带领诸将，为皇帝陛下讨灭敌人。”他告诫道。冉閔同意了，将要中止出陣。道士法饶却说：“陛下围攻襄国已经有多年，但我们还没有取得尺寸之功。现在，贼寇们又至，避而不击，今后怎能驱使将士呢？还有，太白入昴宿，昴宿是胡星，这是杀死胡王的启示。现在就是百战百胜的机会，千万不要错过！”冉閔于是：“我决定作战，敢挡我路的人，将被斩杀！”率领全军，与姚襄、石琨对峙。但悦綰、姚襄、石琨从三面夹击冉閔，石奇从后方进攻。冉閔惨败，勉强撤退到邺城，损失了很多将领，十万士兵战死。
同月，石祗派将军刘显率兵七万攻打邺城，冉閔召王泰商量对策。王泰对自己之前的建议没被采纳，感到不满，声称自己在战场上受伤严重，没有去见冉闵。为此冉闵亲自去了他的府邸，王泰只是说自己病重，这激怒了冉闵。冉闵回到宫中后，他对侍从们说：“巴奴，你老子我何必向你求助，要将消灭群胡，还要杀掉王泰。”于是率军出战，大破刘显，追至阳平，斩首三万级。途中有人告诉他，王泰正在勾结前秦，想要投奔关中。冉閔大怒，回到邺城，杀王泰，夷其三族。